# Böttelborn
Böttelborn ist ein Ortsteil vom Ortsteil Tannroda der Stadt Bad Berka im Landkreis Weimarer Land, Thüringen.

## Geografie
Böttelborn liegt 1 km südlich von Tannroda auf 333 m über NN. Es liegt an der stetig steigenden Ortsverbindungsstraße nach Kottendorf im kupierten Gelände einer nach Norden neigenden Hochebene. Die Böden der Gemarkung sind auch aus Muschelkalkverwitterung entstanden und sind grundwasserfern.

## Geschichte
1362 ist die urkundliche Ersterwähnung des Weilers angegeben. In der spätmittelalterlichen Wüstungsperiode war der Weiler Wüstung. Später wurde er als Schäferei geführt und gehörte zum Rittergut in Tannroda. Während der DDR-Zeit hatte die Landwirtschaftliche Produktionsgenossenschaft (LPG) Tannroda ihren Sitz im Ort.
1855 wohnten im Weiler drei, 1910 vier und 1973 zehn Einwohner.
Das Agrarunternehmen Tannroda e.G. hat seinen Sitz in Böttelborn. Im Ort wohnen jetzt zehn Personen.